# Bữa trưa trên nóc nhà chọc trời

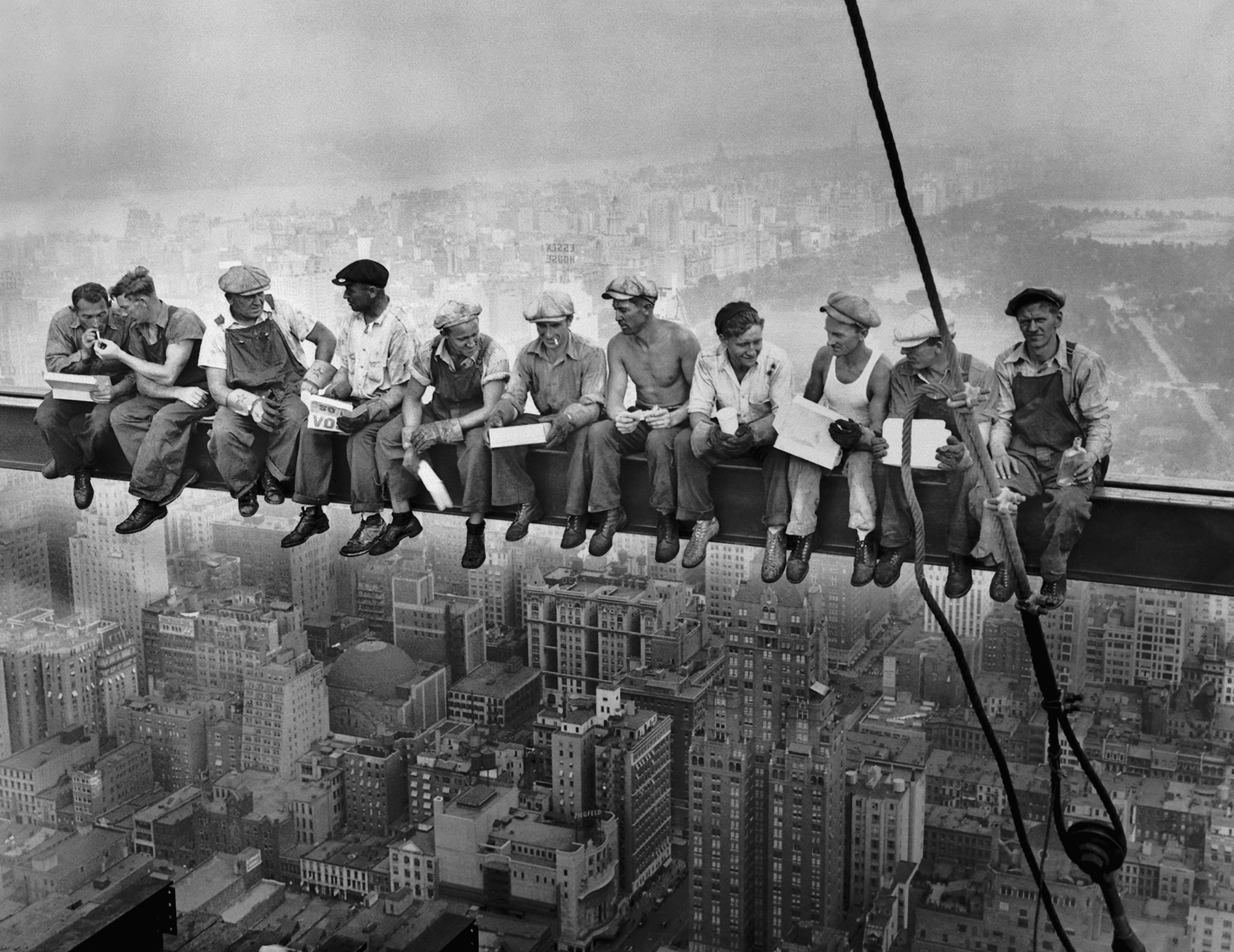
Lunch atop a Skyscraper (1932)

Một bữa trưa trên nóc Nhà chọc trời (New York Construction Workers Lunching on a Crossbeam) là bức ảnh chụp do Charles C. Ebbets mô tả những người công nhân ngồi ăn trưa vắt vẻo trên một thanh dầm công trình vắt ngang bầu trời ở khu Manhattan, thuộc Thành phố New York vào năm 1932. Đây là một trong 100 bức ảnh trắng đen nổi tiếng nhất trong lịch sử nước Mỹ và thế giới.
Ảnh âm bản gốc của nó hiện đang được bảo quản trong một căn phòng điều hòa nhiệt độ bên dưới trung tâm lưu trữ Iron Mountain tại bang Pennsylvania.

## Tổng quan
Bức ảnh mô tả khoảnh khắc giờ nghỉ trưa nguy hiểm nhưng vui tươi nhất từng được ghi lại: cảnh mười một  người đàn ông thản nhiên ăn uống, trò chuyện và lén hút thuốc trên dầm thép công trình với những đôi chân lủng lẳng ở độ cao 840 foot (260 mét) trên đường chân trời của Thành phố New York. Bức ảnh được chụp vào ngày 20 tháng 9 năm 1932, trên tầng 69 của Tòa nhà 30 Rockefeller Plaza (hiện nay là Tòa nhà Comcast) trong những tháng xây dựng cuối cùng.
Theo các nhà lưu trữ hình ảnh công bố, trên thực tế bức ảnh đã được sắp đặt trước đó. Mặc dù những nhân vật trong bức ảnh là những người thợ sắt thật sự, người ta tin rằng đây chỉ là một bức ảnh đã dàn dựng, được Trung tâm Rockefeller thực hiện như một phần chiến dịch nhằm quảng bá cho tổ hợp tòa nhà chọc trời khổng lồ của họ. Các bức ảnh khác được chụp vào ngày hôm đó cho thấy các công nhân chơi bóng đá, cầm cờ Mỹ hoặc giả vờ ngủ trên dầm thép. Đây là bức ảnh buổi trưa được đăng trên tờ New York Herald Tribune vào ngày 2 tháng 10, bảy tháng trước khi tòa nhà mở cửa.

## Tác giả
Mặc dù nhiếp ảnh gia và danh tính của hầu hết các đối tượng vẫn còn là một bí ẩn. Nhưng sau đó vào năm 2003, bức ảnh đã được công nhận cho Charles C. Ebbets là chủ nhân của nó. Bằng chứng xác nhận quyền tác giả của ông được lưu giữ trong kho lưu trữ của Ebbets 'Estate bao gồm các đơn đặt hàng công việc gốc xuất hóa đơn cho Trung tâm Rockefeller trong khoảng thời gian xung quanh bức ảnh, thư giới thiệu từ công việc của ông tại Trung tâm Rockefeller khi bức ảnh được chụp, bản sao của bài báo gốc từ NY Herald Tribune khi bức ảnh xuất hiện lần đầu vào năm 1932 trong sổ lưu niệm công việc chính của ông, ảnh từ văn phòng của ông ở New York được chụp vào năm 1932 cho thấy hình ảnh trên bảng thông báo hiển thị công việc của ông, và một tiêu cực về ông tại nơi làm việc ngày hôm đó.
Corbis Images cho biết có vẻ như đã có một vài nhiếp ảnh gia khác bao gồm: William Leftwich và Thomas Kelley cũng có mặt lúc tấm ảnh này được chụp, và vì thế họ không chắc Ebbets chính là chủ nhân của bức ảnh này. Sau đó tấm ảnh lại được nhầm lẫn gắn cho một nhiếp ảnh gia khác là Lewis Hine, người nổi tiếng với những bức ảnh ghi lại quá trình xây dựng Tòa nhà Empire State nổi tiếng vào năm 1931.
Hiện tại, Corbis Images đã liệt kê Lunch atop a Skyscraper vào danh sách những tấm ảnh chưa xác định được người chụp.

## Ý nghĩa

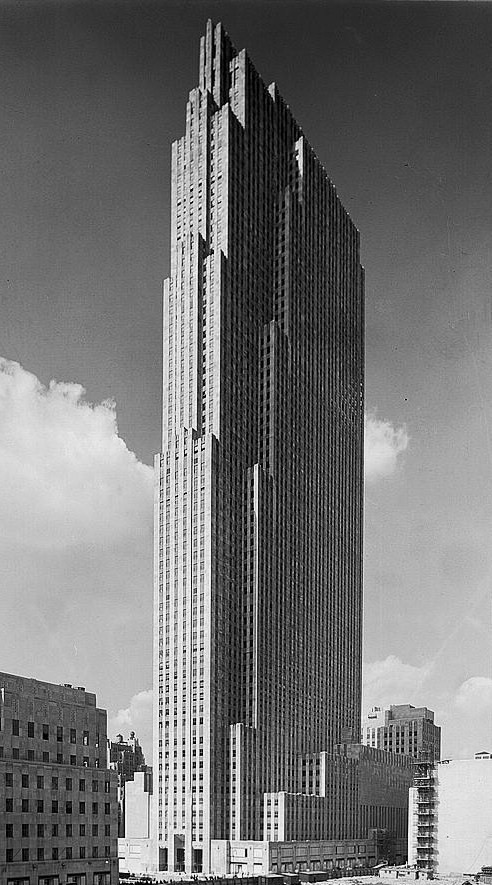
Tòa nhà chọc trời 30 Rockefeller Plaza với 70 tầng trong năm 1933.

Thời điểm các tấm ảnh này được chụp cũng là lúc Hoa Kỳ đang chịu ảnh hưởng nặng nề của cuộc Đại khủng hoảng kinh tế toàn cầu, khiến tình trạng thất nghiệp trở thành một nỗi ám ảnh của người dân. Vào thời điểm đó, thép là một phần không thể thiếu trong Giấc mơ Mỹ. Ngành công nghiệp này chứa đầy những công nhân nhập cư mới đến, những người chịu đựng điều kiện làm việc bấp bênh để sản xuất và xây dựng nước Mỹ đang phát triển.
Với hình ảnh chĩa mũi dùi trước cả sự nguy hiểm và suy thoái. Lunch atop a Skyscraper trở thành biểu tượng cho sự kiên cường và tham vọng của người dân Mỹ vào thời điểm mà cả hai điều rất cần đến. Kết quả của bức ảnh đã trở thành một trong những bức ảnh mang tính biểu tượng nhất trên thế giới, một hiện thân cho tinh thần của người lao động.
Và giống như tất cả các biểu tượng ở New York trong một thành phố được xây dựng trên sự hối hả của cuộc sống, bức ảnh đã tạo được nền kinh doanh cho riêng nó, và trở thành niềm cảm hứng cho rất nhiều tác phẩm nhiếp ảnh và điện ảnh trên toàn thế giới.

## Phân phối bức ảnh
Lunch atop a Skyscraper là bức ảnh trắng đen được sao chép nhiều nhất theo Corbis Images (cơ quan lưu trữ ảnh quốc tế) báo cáo. 
Năm 2016, Getty Images cũng yêu cầu thương lượng với Corbis Images sẽ được Getty phân phối.